# 황재정
황재정(1998년 7월 6일 ~ )은 대한민국의 축구 선수로, 포지션은 왼쪽 윙어 혹은 풀백이다.

## 클럽 경력
황재정은 대전 시티즌의 유소년 팀인 유성중학교(대전 U-15), 충남기계공업고등학교(대전 U-18)를 거쳤다.
2017시즌을 앞두고 대전 시티즌에 입단하여, 프로 무대에 진출하였다.
2021시즌을 앞두고 K3리그의 강릉시민축구단에 입단했다.